# Viaduc de Perrache
Le viaduc de Perrache est un pont ferroviaire passant au-dessus du Rhône dans la ville de Lyon. Il a été construit afin de relier la gare de Perrache à celle des Brotteaux en 1852.

## Histoire

Le viaduc, vers 1900.

Le viaduc de Perrache est construit entre 1852 et 1856 afin de relier la gare de Perrache à la gare des Brotteaux à Lyon. Il est aussi dénommé pont de la Méditerranée car il fait partie de l'artère « impériale » de la compagnie PLM.
Il fut d'abord construit sur 2 voies en même temps que l'on perçait le tunnel Saint-Irénée afin de relier la gare de Perrache à la gare de Vaise, et au-delà à la gare de Paris-Lyon.
Ses arches en fonte fabriquées à Givors reposent sur des piles assises sur des pieux selon les anciennes techniques mais refaites et renforcées plusieurs fois, particulièrement lors de son doublement en acier en 1926.  Il ne fut que peu endommagé en 1944, d'abord le 26 mai par une bombe alliée, puis par les artificiers allemands.
Dans les premiers jours de la Libération, les Américains remblayèrent les voies restées en place pour faire passer les convois lourds; les véhicules montaient sur le pont par des rampes installées dans la gare de Perrache.

## Sources
- Cet article est partiellement ou en totalité issu de l'article intitulé « Ponts de Lyon » (voir la liste des auteurs).